# Кочетовка (Пензенская область, Каменский район)
Кочетовка — село Каменского района Пензенской области России, входит в состав Головинщинского сельсовета.

## География
Село расположено в 8 км на запад от административного центра сельсовета села Головинщино и в 25 км на северо-запад от райцентра города Каменки.

## История
Основана темниковскими мурзами и татарами в конце XVII в. Затем показана как деревня (возможно, часть деревни) Покровское, Качатовка тож, за стольником, вице-губернатором Воронежской губернии Степаном Андреевичем Колычовым на купленной им земле в 1716 г. у солдат Нижнеломовского уезда Пензенской губернии. В 1762 году д. Кочетовка Завального стана Верхнеломовского уезда, вотчина секунд-майора князя Николая Ивановича Максутова (79 ревизских душ), помещика Александра Бековича Максутова (8), вотчина вдовы Петра Игнатьевича Евсюкова, секретарши Прасковьи Степановны и ее детей капрала л.-гв. Преображенского полка Петра, недорослей Якова и Матвея Евсюковых (28). В 1785 г. показано за помещиками Михаилом Ивановичем Андреевым (13 ревизских душ), Еникеевыми Александром Ивановичем (10) и князем Петром Львовичем (12), Егором Михайловичем Жедринским (17), Зерновыми Федором и Иваном Михайловичами (32), Елизаветой Семеновной Мещерской (53), Алексеем Даниловичем Мыльниковым (50), Алексеем и Василием Николаевичами Максутовыми (243 вместе с крестьянами села Челбай), Иваном Михайловичем Максутовым (5), князьями Мансыревыми  Иваном Михайловичем (29) и Михаилом Васильевичем (73), Натальей Михайловной Ченбулатовой (55) и Иваном Семеновичем Шильниковым (60). Перед отменой крепостного права помещичья часть села показана: 1) за княгиней Варварой Васильевной Долгоруковой, у нее 98 ревизских душ крестьян, 36 дворов на 21 десятине усадебной земли, крестьяне (37 тягол) на барщине, у крестьян 240 десятин пашни, 46 дес. сенокоса, у помещицы 261 дес. удобной полевой земли; 2) князем Алекс. Ник. Максютовым, 60 ревизских душ крестьян, 23 ревизских души дворовых людей, 17 дворов, 39 тягол – на оброке (платили по 23 рубля в год с тягла), у крестьян 176 дес. пашни, у помещика – нет свед.; 3) князем Сергеем Ник. Максютовым, 165 ревизских душ крестьян, 4 ревизских души дворовых, 41 двор, 72 тягла на оброке (платили в год по 23 рубля с тягла), у крестьян 760 десятин пашни, у помещика – нет свед. В 1864 г. – село бывших государственных и помещичьих крестьян. В 1877 г. – в Адикаевской волости, 197 дворов, каменная церковь во имя Архангела Михаила (построена в 1807 г.). В конце 19 в. в селе насчитывалось 177 старообрядцев-беглопоповцев. В 1896 г. работала церковноприходская школа. В 1911 г. – село Адикаевской волости Нижнеломовского уезда, 15 крестьянских общин, 386 дворов, церковь, 3 молитвенных дома, церковноприходская школа, кредитное товарищество, мельница с нефтяным двигателем, 3 ветряных, 3 шерсточесалки, 4 кузницы, кирпичный сарай, 6 лавок.
С 1928 года село являлось центром Кочетовского сельсовета Каменского района Пензенского округа Средне-Волжской области. С 1935 года село в составе Головинщинского района Куйбышевского края (с 1939 года — в составе Пензенской области). 
С 1956 года – центр сельсовета в составе Каменского района, центральная усадьба колхоза имени Мичурина. В 1980-е гг. – село в составе Головинщинского сельсовета, центральная усадьба совхоза «Кочетовский».

## Население
| 1718  | 1762  | 1785 | 1864  | 1877  | 1897  | 1911  |
| ----- | ----- | ---- | ----- | ----- | ----- | ----- |
| 127   | ↗230  | ↗900 | ↗1704 | ↘1558 | ↗1814 | ↗2141 |
| 1926  | 1930  | 1939 | 1959  | 1979  | 1989  | 2002  |
| ↗2293 | ↗2491 | ↘973 | ↗1044 | ↘739  | ↘691  | ↘489  |
| 2010  |       |      |       |       |       |       |
| ↘421  |       |      |       |       |       |       |

## Инфраструктура
В селе имеются фельдшерско-акушерский пункт, отделение почтовой связи.

## Достопримечательности
В начале XVIII в. в селе упоминается Покровская церковь. Каменный храм Архангела Михаила был построен в 1807 г. на средства титулярного советника князя Бориса Михайловича Чагодаева, с боковыми приделами свт. Николая Чудотворца и страстотерпцев князей Бориса и Глеба. В 1932 г. церковь закрыли. 14 октября 2014 г. ее руины снесли, и на этом месте начали строительство нового бревенчатого храма. 25 июня 2015 года, в день памяти подвижника благочестия Иоанна Поташова (Кочетовского), митрополит Пензенский и Нижнеломовский Серафим освятил кресты и купола строящегося храма в честь Архангела Михаила с двумя престолами – во имя свт. Николая Чудотворца и Архангела Михаила. В середине марта 2019 года пожар практически полностью уничтожил деревянное здание храма. В 2021 году началось строительство нового большого каменного храма в честь архистратига Божьего Михаила.

## Известные люди
Кочетовка — родина полного кавалера ордена Славы Гаврилы Яковлевича Лаухина (1911-1997), разведчика, члена танкового экипажа.